# クインテッセンス出版
クインテッセンス出版株式会社（クインテッセンスしゅっぱん）は、1976年に佐々木一高とドイツクインテッセンス出版のH.W.Haaseにより創業された出版会社である。歯学系分野を専門とする出版社である。

## 雑誌
- ザ・クインテッセンス（月刊）
- QDT Art & Practice（月刊）
- 歯科衛生士（月刊）
- nico（月刊）
- Quintessence DENTAL Implantology（隔月刊）
- PERIODONTICS & RESTORATIVE DENTISTRY（隔月刊）
- International Journal of Sports Dentistry（年刊）